# Скерневицький повіт
Скерневицький повіт (пол. powiat skierniewicki) — один з 21 земських повітів Лодзького воєводства Польщі.
Утворений 1 січня 1999 року в результаті адміністративної реформи.

## Загальні дані
Повіт розташований у східній частині воєводства.
Адміністративний центр — місто Скерневиці (має статус міста на правах повіту, до складу повіту не входить).
Станом на 1.01.2008 населення становить 37 701 осіб, площа 755,11 км².

## Демографія
Демографічні дані повіту станом на 30.06.2005:
|       | Всього | Всього | Жінки  | Жінки | Чоловіки | Чоловіки |
| ----- | ------ | ------ | ------ | ----- | -------- | -------- |
|       | осіб   | %      | осіб   | %     | осіб     | %        |
| Повіт | 37 948 | 100    | 19 133 | 50,4  | 18 815   | 49,6     |
| Міста | 0      | 100    | 0      | 0     | 0        | 0        |
| Села  | 37 948 | 100    | 19 133 | 50,4  | 18 815   | 49,6     |